# CL (énekesnő)
CL, születési nevén I Csherin (hangul: 이채린, handzsa: 李彩麟, RR: Lee Chae-rin; 1991. február 26.–), dél-koreai énekesnő, rapper, dalszövegíró. Korábban a 2NE1 együttes tagja volt.

## Élete és pályafutása
Szöulban született. Apja munkája miatt sokat költöztek, így élt Franciaországban és Japánban is. Pályafutását 2009-ben kezdte a 2NE1 lányegyüttes vezetőjeként. 2013-ban kiadta az első szóló kislemezét a The Baddest Female-t, amelyet az MTBD, a Hello Bitches és a Lifted követett. 2016-ban indult az első amerikai turnéjára, Hello Bitches Tour 2016 néven.

## Diszkográfia

### Kislemezek

#### Szólóénekesként
| Cím                                                 | Év   | Legmagasabb slágerlistás helyezés | Legmagasabb slágerlistás helyezés | Album                   |
| Cím                                                 | Év   | Gaon Chart                        | US                                | Album                   |
| --------------------------------------------------- | ---- | --------------------------------- | --------------------------------- | ----------------------- |
| Please Don't Go (Minzyvel)                          | 2009 | 6                                 | —                                 | To Anyone               |
| The Baddest Female                                  | 2013 | 4                                 | —                                 | Nem jelent meg albumban |
| MTBD (Mental Breakdown)                             | 2014 | 15                                | —                                 | Crush                   |
| Doctor Pepper (Diplóval, Riff Raffal és OG Macóval) | 2015 | —                                 | —                                 | Nem jelent meg albumban |
| Hello Bitches                                       | 2015 | —                                 | —                                 | Nem jelent meg albumban |
| "Lifted"                                            | 2016 | —                                 | 94                                | Nem jelent meg albumban |

#### Közreműködő művészként
| Hot Issue (Big Bang featuring CL)                                                  | 2007 | —  | —  | —  | —  | —  | —  | Hot Issue        |
| DJ (Uhm Jung-hwával)                                                               | 2008 | —  | —  | —  | —  | —  | —  | D.I.S.C.O        |
| What (YMGA & DJ Wreckx)                                                            | 2008 | —  | —  | —  | —  | —  | —  | Non-album single |
| The Leaders (G-Dragon & Teddy Park)                                                | 2009 | 38 | —  | —  | —  | —  | —  | Heartbreaker     |
| Kiss (Darával)                                                                     | 2009 | 5  | —  | —  | —  | —  | —  | To Anyone        |
| Body (아름다워; Areumdawo)                                                         | 2014 | —  | —  | —  | —  | —  | —  | Rise             |
| Dirty Vibe (Skrillex, Diplo, G-Dragon és CL)                                       | 2014 | —  | —  | —  | —  | 15 | —  | Recess           |
| Daddy (Psy & CL)                                                                   | 2015 | 1  | 40 | 20 | 25 | 6  | 97 | Chiljip Psy-da   |
| Surrender (Lil Yachty, CL & Shaiana)                                               | 2017 | —  | —  | —  | —  | —  | —  | Teenage Emotions |
| "—" denotes recordings which were not released in that country or failed to chart. |      |    |    |    |    |    |    |                  |

     A dalt koreai nyelven vették fel.
     A dalt angol nyelven vették fel.